# 오스트레일리아 외교통상부
오스트레일리아 외교통상부 또는 호주 외교통상부(영어: Department of Foreign Affairs and Trade)는 오스트레일리아 정부의 중앙부처이다.

## 역사
오스트레일리아 건국 당시에 존재하였던 통상관세부와 대외관계부를 세계2차대전이 끝난 이후 통합하여 1987년 7월 24일에 설립되었다. 오스트레일리아의 외교와 통상을 동시에 담당하는 기관이다. 오스트레일리아 비밀정보국을 산하에 두고 있으며, 오스트레일리아의 대외 원조를 담당한다.
2000년대에 들어서 아시아와 관계를 증진시키려는 호주의 정책 기조를 수행하는 주요 기관 중 하나다. 이는 남아시아 및 동남아시아와 외교적 연계와 동남아시아 국가 연합 가입 신청, 쿼드 가입, 인도-태평양 전략 수립 등으로 나타나고 있다.

## 조직
- 장관실[7]
- 무역통상국
- 전략기획조정국
- 남아시아·동남아시아국
- 태평양실
- 개발·다자주의·유럽국
- 국제안보·국제법규·영사국
- 사무지원국

## 같이 보기
- 오스트레일리아의 대외 관계
- 오스트레일리아의 재외공관 목록